# Wenn das Licht zerbricht
Wenn das Licht zerbricht (in der Schweiz veröffentlicht unter dem internationalen englischen Titel When the Light Breaks; isländischer Originaltitel Ljósbrot, wörtlich „Lichtbrechung“) ist ein isländischer Film des Regisseurs und Drehbuchautors Rúnar Rúnarsson von 2024. Der Film handelt von der Trauer einer jungen Frau um ihren überraschend verstorbenen Geliebten. Der Film hatte seine Weltpremiere am 15. Mai 2024 bei den Internationalen Filmfestspielen von Cannes in der Reihe „Un Certain Regard“. 

## Handlung
Die Geschehnisse des Films spielen sich während eines einzelnen Tages ab, von Abend zu Abend. Diddi und Una, die am Beginn einer Liebesbeziehung stehen, treffen sich abends am Strand bei Reykjavík. Una übernachtet bei Diddi in seiner Wohnung, die er sich mit ihrem gemeinsamen Freund Gunni teilt. Da Diddi noch in einer Fernbeziehung mit Klara steht, haben Diddi und Una sich jeweils nur heimlich getroffen; das soll sich nun aber ändern, da Diddi am nächsten Tag Klara besuchen will, um Schluss zu machen. Diddi verlässt die Wohnung somit anderntags frühzeitig, um sich auf den Weg zu Klara zu machen; Una schleicht sich zu einem Hintereingang heraus, als Gunni nach Hause kommt. Zu Jóhann Jóhannssons Vertonung von Catulls Gedicht Odi et amo („Ich hasse und ich liebe“) wird eine lange Reihe vorbeiziehender Lichter im Dunkeln gezeigt, die sich als die Deckenlichter eines Strassentunnels erweisen, kurz bevor dieser Tunnel von einem gewaltigen Feuerball erfasst wird.
Später am Morgen treffen sich Una und Gunni an der Kunstakademie Islands, wo sie und Diddi Performance Art studieren. Una, deren Smartphone-Akku leer war, erfährt erst jetzt von der Katastrophe im Tunnel und tröstet Gunni, als dieser offenbart, dass Diddi zu diesem Zeitpunkt im Tunnel gewesen sein könnte. Diddis morgendlicher Flug war abgesagt worden und er hatte sich daher Gunnis Auto geliehen. Diddis Freunde treffen sich an einer vom Roten Kreuz eingerichteten Stelle für die Information von Angehörigen und Freunden der Opfer im Konzerthaus Harpa. Nach einer Zeit der Ungewissheit – ein Mitfahrer von Diddi hat die Katastrophe überlebt – erfahren sie, dass Diddi gestorben ist. 
Una ist erschüttert und weiß nicht, was sie nun tun soll. Nach einem kurzen Treffen mit ihrem Vater trifft sie ihre Freunde und Diddis Partnerin Klara in einer Bar. Klara weiß von Una nur, dass sie mit Diddi in einer Band spielte. Als Una für einen Moment mit Gunni alleine ist, offenbart dieser ihr, dass Diddi ihm von seiner Beziehung zu Una erzählt hatte. Una gibt zu, neidisch auf Klara zu sein, mit der als Diddis offizieller Freundin nun alle Mitleid hätten. 
Die Freunde nehmen an einer kurzfristig organisierten Trauerfeier für die Todesopfer der Tunnelkatastrophe in der Hallgrímskirkja teil. Klara und Una verlassen die Kirche, um draußen zu rauchen. Als Klara sich über Performance-Kunst lustig macht, zeigt ihr Una anhand einer visuellen Performance unter Einbeziehung der architektonischen Besonderheiten der Kirche, wie diese Kunst – in diesem Fall wörtlich genommen – eine neue Perspektive eröffnen kann. 
Una, Klara und die anderen Freunde Diddis treffen sich in einem Haus eines der Freunde zu einer emotionalen, tränenreichen Party. Klara erzählt Una, sie sei eifersüchtig gewesen, als sie erfuhr, dass in Diddis Band nun auch ein Mädchen mitspiele, aber Diddi habe sie damit beruhigt, dass Una lesbisch sei. Una erklärt, nicht lesbisch, sondern pansexuell zu sein. Ihr erster Partner sei ein Mann gewesen.
Der Film endet damit, dass Una und Klara sich in Diddis Wohnung treffen und dort in seinem Bett schlafengehen. Klara schläft in Unas Umarmung ein. Erneut wird eine Abfolge von Lichtern zu den Klängen von Odi et amo gezeigt, diesmal die Reflexion eines Sonnenuntergangs auf dem Meer.

## Produktion
Ljósbrot ist eine Koproduktion zwischen Island, Kroatien und Frankreich. Heather Millard produzierte den Film für Compass Films mit Rúnar Rúnarssons Gesellschaft Halibut in Koproduktion mit Revolver Amsterdam, MP Film Production, Eaux Vies Productions und Jour2Fête.

## Veröffentlichung
Der Film kam in Island im August 2024 in die Kinos, in Frankreich und in der französischen Schweiz am 19. Februar 2025. In der Deutschschweiz war der Kinostart am 20. Februar 2025, in Deutschland am 8. Mai 2025 unter dem Titel Wenn das Licht zerbricht.

## Rezeption
Mit Stand vom 10. März 2025 verzeichnete der Filmkritiken-Aggregator Rotten Tomatoes 24 Rezensionen des Films, die alle bis auf eine – und damit zu 96 % – positiv ausfielen. Metacritic errechnete auf der Basis von fünf Rezensionen eine Durchschnittswertung von 80/100 Punkten. Die Rezensenten lobten unter anderem die Wärme und Gefühlstiefe des Films; Lovia Gyarkye bezeichnete ihn im Hollywood Report als „bewegendes Porträt der Trauer“. Zu den Kritikpunkten gehört, dass der kurze Film mit einer spärlichen Handlung Szenen enthalte, die so wirkten, als seien sie nur hinzugefügt worden, um den Figuren für einige Minuten etwas anderes zu tun zu geben – so Robert Kojder in Flickering Myth –, oder dass das Drehbuch „etwas dünn“ geraten sei.
Der Film gewann auf dem 48. Göteborg International Film Festival 2025 den Dragon Award Best Nordic Film.